# Дутбаев, Нартай Нуртаевич
Нартай Нуртаевич Дутбаев (7 января 1956, с. Сарыкемер, Байзакского района, (с. Михайловка Свердловского района) Джамбулской области, КазССР) — советник Президента Республики Казахстан, председатель комитета национальной безопасности Республики Казахстан с 2001 по 2006 годы.

## Биография
Родился 7 января 1956 года в Свердловском районе Жамбылской области. Происходит из рода жаныс племени дулат
В 1978 году окончил Казахский политехнический институт им. В. И. Ленина. По образованию — инженер по автоматизации металлургического производства. В 1982 году — Высшие курсы КГБ СССР в г. Минске и высшее учебное заведение КГБ СССР в Москве.
Трудовую деятельность начал в 1978 году инженером института КазНИИ «Гипрофосфор».
В период с 1982 по 1986 год работал в КГБ СССР по Ставропольскому краю (младший оперуполномоченный, оперуполномоченный, старший оперуполномоченный).
В период с 1986 по 1994 год работал на различных должностях в системе КГБ Казахской ССР по городу Алма-Ате и Алма-Атинской области (старший оперуполномоченный, начальник отделения, старший инспектор, зам. начальника, начальник отдела).
С 1994 по 1997 работал заместителем начальника, начальником главного организационно-инспекторского управления, начальником департамента перспективного развития Комитета национальной безопасности РК.
С 1997 года — начальник Департамента КНБ РК по Павлодарской области.
В период с 1998 по 2001 работал заместителем, первым заместителем председателя КНБ РК, одновременно,
в 1998—1999 годах — исполняющий обязанности директора Службы «Барлау» (внешняя разведка) КНБ РК.
В декабре 2001 года Указом Главы государства назначен председателем Комитета национальной безопасности РК.
Генерал-лейтенант (2001)
22 февраля 2006 года Дутбаев подал в отставку после разразившегося скандала по поводу причастности сотрудников спецназа КНБ «Арыстан» к убийству экс-министра Алтынбека Сарсенбаева. Он заявил, что не имеет морального права возглавлять КНБ после случившегося.
В период с 2006 по 2008 — начальник Академии КНБ РК.
С 20 февраля 2008 года — советник Президента Республики Казахстан.
4 сентября 2008 года освобожден от должности советника Президента Республики Казахстан
С 25 сентября 2008 — 7 августа 2009 — вице-президент АО "Национальная атомная компания «Казатомпром».
26 декабря 2016 года был задержан КНБ Казахстана по подозрению в совершении преступлений, предусмотренных статьёй «Разглашение государственных секретов» и статьёй «Превышение власти и должностных полномочий» УК РК.
12-летний тюремный срок, к которому Дутбаев был приговорен 26 января 2018 года, был определён путем «частичного сложения наказания с ранее назначенным наказанием» — с семью годами и шестью месяцами тюремного срока, к которому он был приговорен тем же судом 24 августа 2017 года по обвинению в «разглашении государственных секретов» и «превышении служебных полномочий». Тогда же, в августе 2017 года, его зять Нурлан Хасен был приговорен к пяти годам тюрьмы, его племянник Ерлан Нуртаев — к трем с половиной годам лишения свободы.

## Награды
- Орден «Барыс» II степени (май 2004).
- Юбилейная медаль «10 лет Астане»[5]
- 6 медалей